# きのさき (列車)
きのさきは、西日本旅客鉄道（JR西日本）が京都駅 - 福知山駅・豊岡駅・城崎温泉駅間を山陰本線（嵯峨野線）経由で運行する特別急行列車である。
北近畿ビッグXネットワークを形成する列車のひとつである。イメージカラーは紫色（■）で、この列車の走行路線である山陰本線（嵯峨野線）のラインカラー（京都駅 - 城崎温泉駅間に設定されているもの）にちなんでいる。
本項では、京都駅を発着する山陰本線の優等列車の沿革についても記述する。

## 概要
京都駅および亀岡駅などの南丹と呼ばれる京都府中部と北近畿の各地域（中丹・但馬）の福知山市・豊岡市などを結んでいる。北近畿ビッグXネットワークを形成する列車のひとつであり、京都から城崎温泉へ足を運ぶ観光客にはもちろん、ビジネスとしての利用にも重宝されている。
特急「きのさき」は、1996年（平成8年）3月16日に山陰本線園部駅 - 福知山駅間および北近畿タンゴ鉄道福知山駅 - 宮津駅 - 天橋立駅間が電化されたことにより、京都駅 - 城崎（現：城崎温泉）駅間で運転を開始した。このダイヤ改正により、気動車で運転されていた特急「あさしお」が、2011年（平成23年）3月12日には特急「たんば」が「きのさき」に統合されて廃止された。
「きのさき」の列車名は、1962年から京都駅 - 福知山駅・城崎駅間の準急列車（1966年〈昭和41年〉からは急行列車）に使用されていたが、1968年に京都駅発着で京都府北部・兵庫県北西部発着の急行列車の総称として、「丹後」に統一されて廃止された。また、国鉄分割民営化後の1990年（平成2年）12月には、大阪駅 - 城崎駅間（福知山線経由）の臨時列車として急行「きのさき」が復活したが、1995年（平成7年）に廃止されている。
列車名は、終着駅である城崎温泉駅および兵庫県豊岡市の旧城崎郡城崎町、同町にある平安時代から1300年の歴史をもつ「城崎温泉」から採られている。
また「スーパーまつかぜ」と同じく、山陰本線内で完結する数少ない特急列車である。

## 運行概況
2025年（令和7年）3月15日現在、京都駅 - 福知山駅間で下り3本・上り4本、京都駅 - 豊岡駅間で1往復、京都駅 - 城崎温泉駅間で4往復が運転されている。うち3往復は、京都駅 - 綾部駅間で特急「まいづる」と連結して運転されている。また金曜日・土曜日・休日を中心に、京都駅 - 福知山駅間で下り2本・上り1本が臨時列車として運転される。列車番号は毎日運転の列車が5000+号数M、金曜日・土曜日・休日のみの運転は6000+号数Mとなっている。多客期には、京都駅 - 城崎温泉駅間で全車指定席の臨時列車（81・82号）が運転されることがあるほか、福知山駅発着の下り17号・上り4号が豊岡駅発着になることがある。
福知山駅発着の列車は、朝晩の一部を除き城崎温泉方面の特急「こうのとり」、天橋立方面の特急「たんごリレー」と接続している。

### 停車駅
京都駅 - 二条駅 - 亀岡駅 - 園部駅 -（日吉駅）- 綾部駅 - 福知山駅 - 和田山駅 - 八鹿駅 - 江原駅 - 豊岡駅 - 城崎温泉駅
- （ ）：一部の列車が停車
- 2023年（令和5年）10月23日 - 12月10日の土休日、2024年（令和6年）3月23日 - 4月7日の土休日、9月14日 - 9月16日と9月21日 - 9月23日、10月5日 - 12月8日の土休日、2025年（令和7年）3月20日 - 4月13日の土休日（予定）には、下り3・5号と上り16・18号が嵯峨嵐山駅に臨時停車した[3][4][5][6][7]。

停車駅の詳細は以下の表を参照。
凡例
- ●：停車
- ─・←：通過（矢印は運転方向）

| 運行本数        | 号数 （太字は臨時列車）            | 京都駅 | 二条駅 | 亀岡駅 | 園部駅 | 日吉駅 | 綾部駅 | 福知山駅 | 和田山駅 | 八鹿駅 | 江原駅 | 豊岡駅 | 城崎温泉駅 |
| --------------- | ---------------------------------- | ------ | ------ | ------ | ------ | ------ | ------ | -------- | -------- | ------ | ------ | ------ | ---------- |
| 下り4本 上り4本 | 1・5・7・9号 12・16・18・20号      | ●      | ●      | ●      | ●      | ─      | ●      | ●        | ●        | ●      | ●      | ●      | ●          |
| 上り2本         | 2・4号                             | ●      | ●      | ●      | ●      | ●      | ●      | ●        |          |        |        |        |            |
| 下り5本 上り4本 | 3・11・13・17・19号 4・6・10・14号 | ●      | ●      | ●      | ●      | ─      | ●      | ●        |          |        |        |        |            |
| 上り1本         | 8号                                | ●      | ●      | ●      | ●      | ←      | ●      | ●        | ●        | ●      | ●      | ●      |            |
| 下り1本         | 15号                               | ●      | ●      | ●      | ●      | ●      | ●      | ●        | ●        | ●      | ●      | ●      |            |
| 停車本数        | 下り                               | 10     | 10     | 10     | 10     | 1      | 10     | 10       | 5        | 5      | 5      | 5      | 4          |
| 停車本数        | 上り                               | 11     | 11     | 11     | 11     | 2      | 11     | 11       | 5        | 5      | 5      | 5      | 4          |

### 使用車両・編成
2015年（平成27年）10月31日以降、吹田総合車両所福知山支所（旧：福知山電車区）に所属する287系電車および289系電車で運行されている。
287系電車
2011年（平成23年）3月12日のダイヤ改正より投入された。 2019年（平成31年）3月16日のダイヤ改正より8往復に充当。通常は4両編成または7両編成だが、4両編成は繁忙期には7両に増結される場合がある。2016年（平成28年）3月26日のダイヤ改正で一旦は10往復全ての列車が287系で統一されたが、2018年（平成30年）3月17日のダイヤ改正で1往復、2019年（平成31年）3月16日のダイヤ改正でさらに1往復が289系の運転に変更された。2025年（令和7年）3月15日時点では、下り1・7・11・15・17・19号と上り2・4・8・12・14・20号に充当される。
289系電車
特急「しらさぎ」で運用していた683系2000番台を、直流化して改番されたうえ投入されたもの。2015年（平成27年）10月31日から営業運転を開始し、当初は単独運転の3往復に充当された。2016年（平成28年）3月26日のダイヤ改正で運用を一旦離脱したが、2018年（平成30年）3月17日のダイヤ改正で1往復で運用が復活した。2025年（令和7年）3月15日時点では、下り3・5・9・13号と上り6・10・16・18号に充当される。

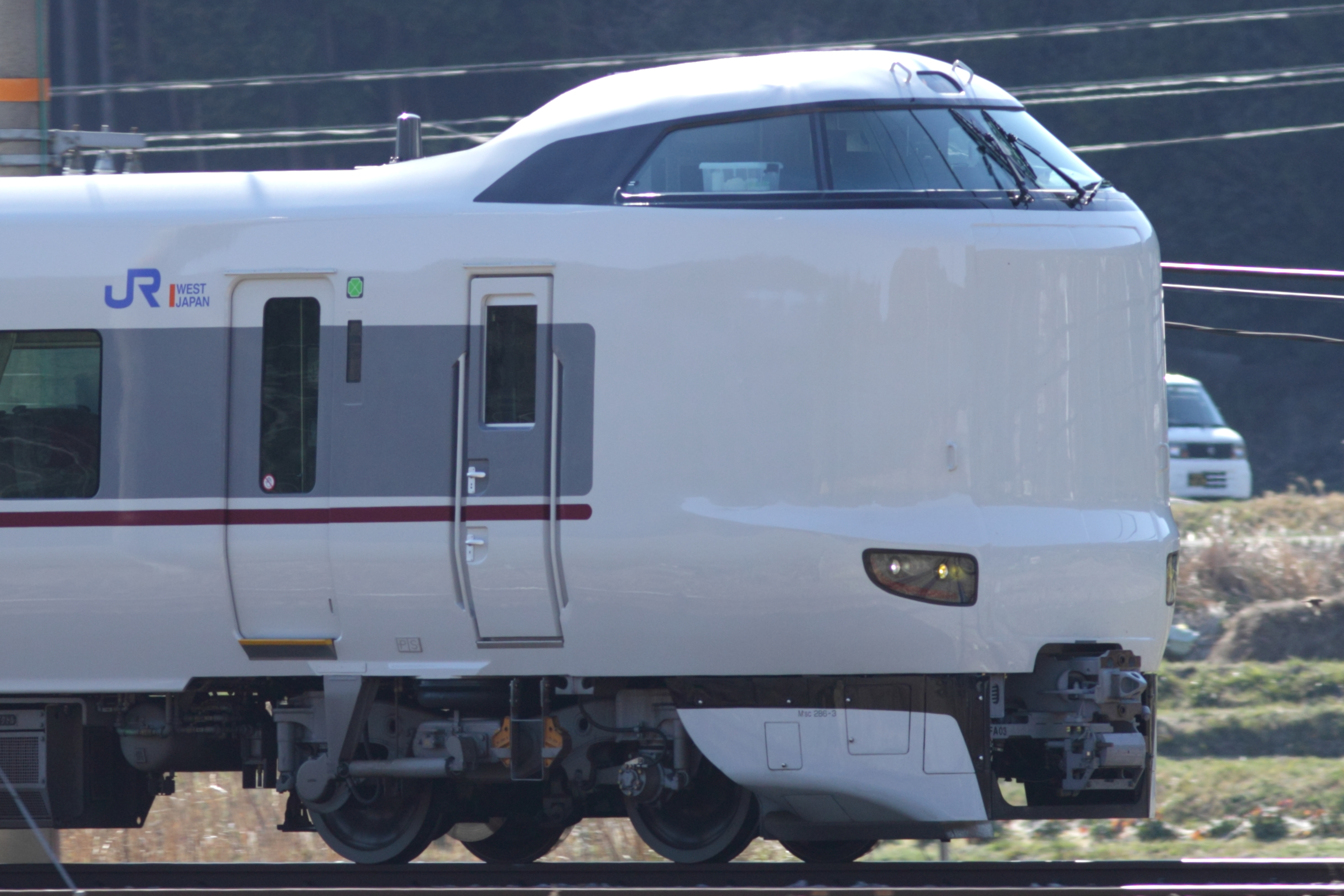
287系
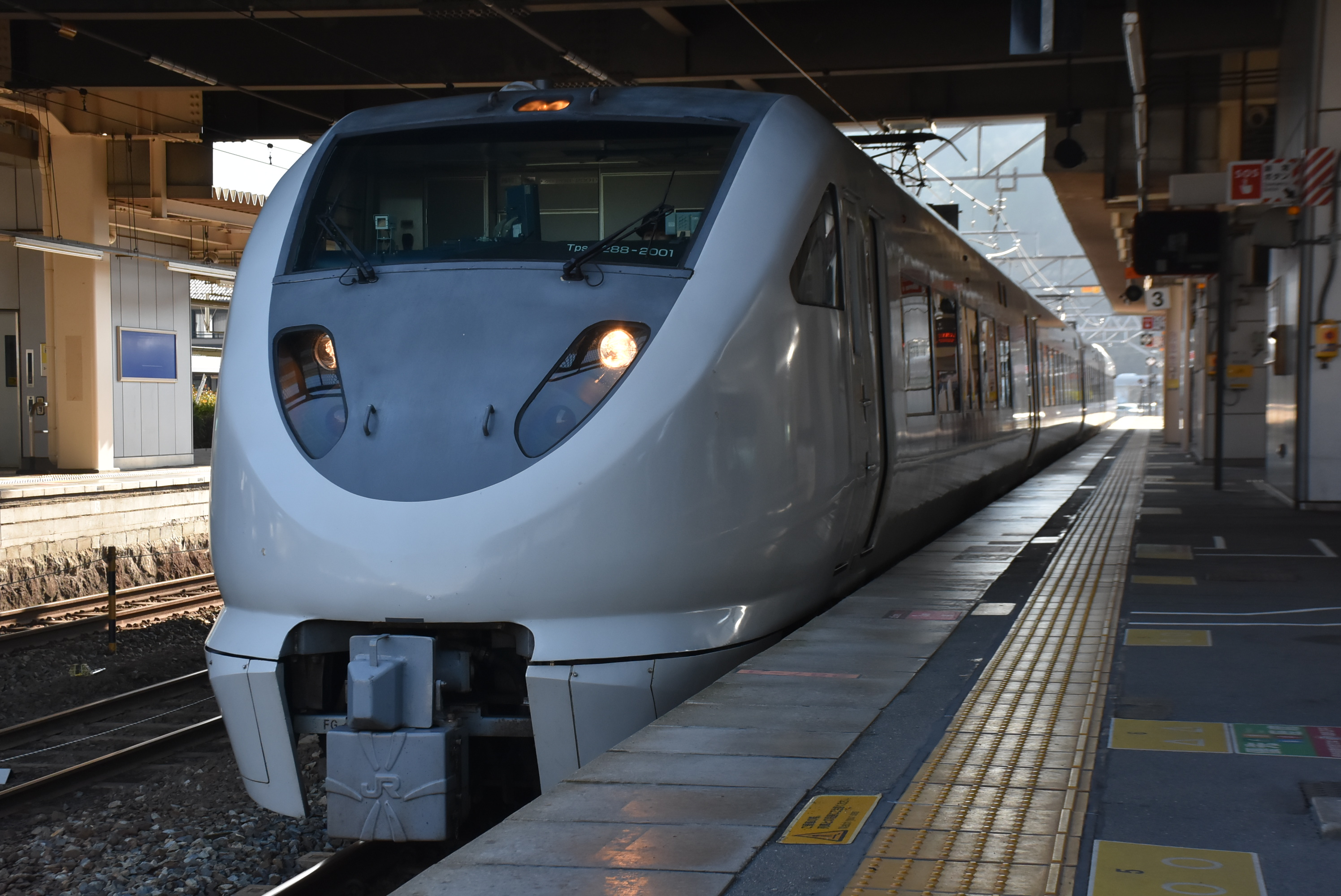
289系

#### 過去の使用車両

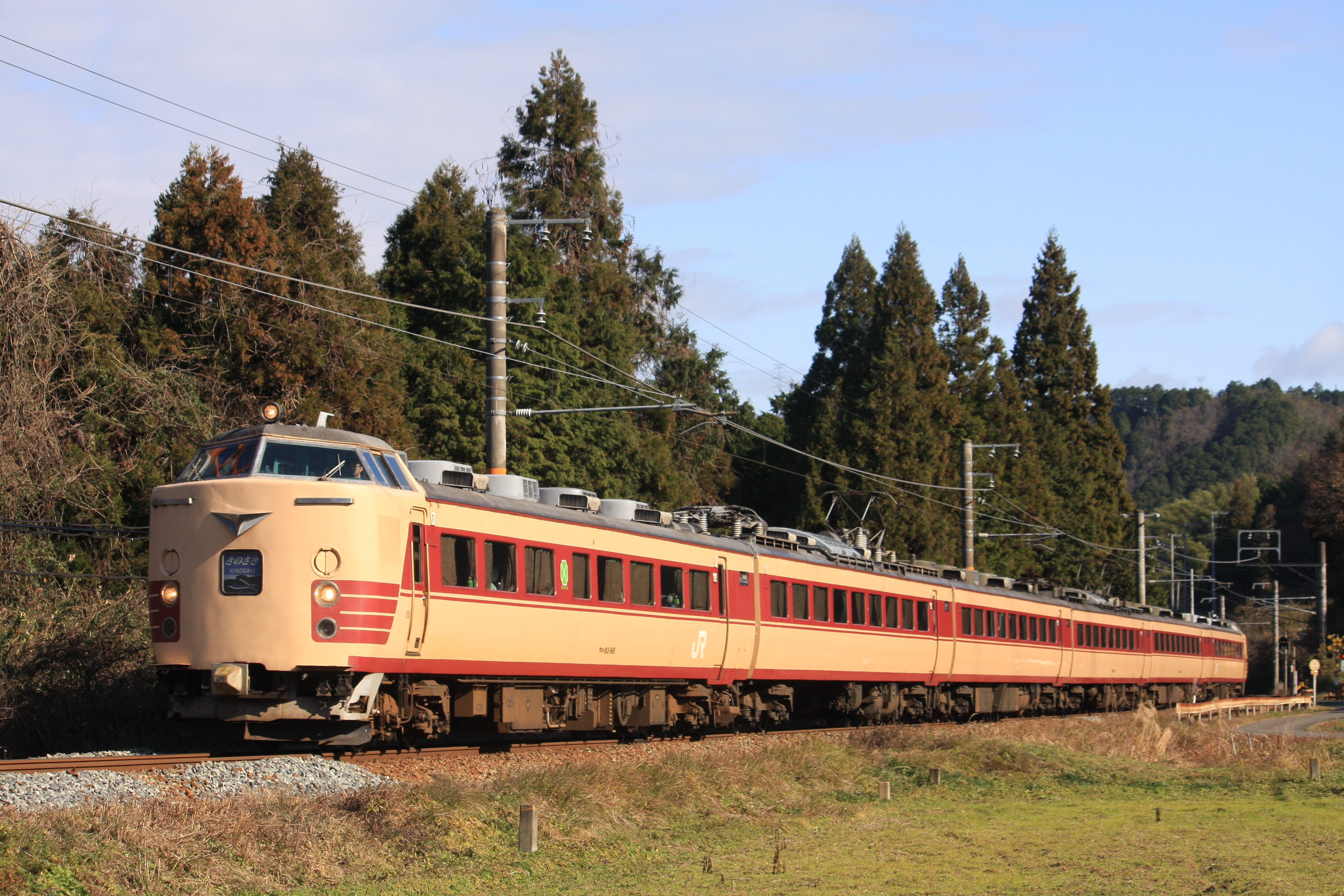
183系による特急「きのさき」 （2011年12月31日 綾部駅 - 山家駅）
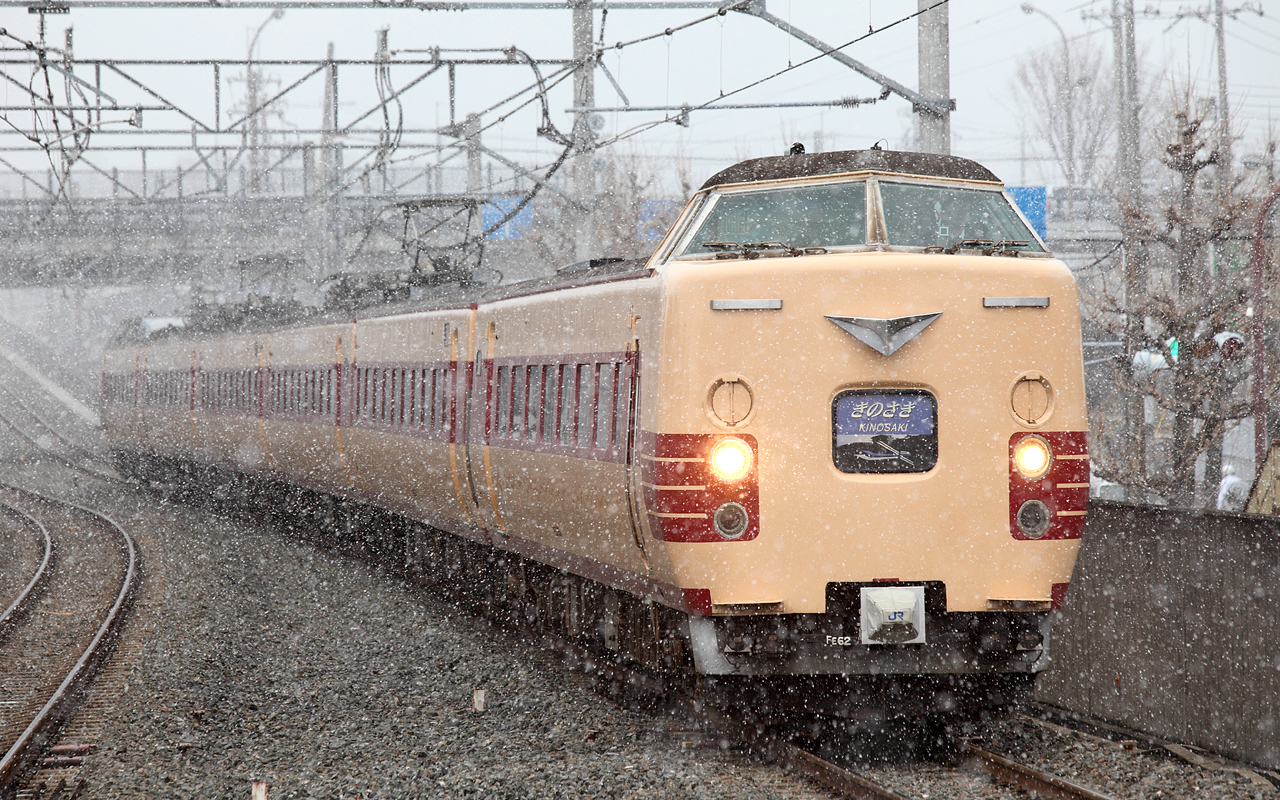
381系による特急「きのさき」 （2013年2月16日 花園駅）

183系電車
2013年（平成25年）3月までは、福知山電車区に所属する183系電車が使用されていた。2003年（平成15年）以降の編成は以下の通りに分類され、2011年（平成23年）からはB編成のみが引き続き使用された。
G編成→B編成
1986年（昭和61年）に「北近畿」が運転を開始した際に投入された485系電車から、交流設備を撤去して直流化改造し、183系に編入したものである。車体の塗装は国鉄色に準じているが、窓周りの帯の下に細いラインが入っている。使用開始当初は普通車のみの編成でグリーン車は連結されていなかったが、直後に先頭車を半室グリーン車（クロハ481形）に改造しており、国鉄分割民営化までに全編成の改造を完了している。なお、通常は4両編成だが、繁忙期は6両に増結されて運転された。
BB編成
特急「雷鳥」に使用されていた485系を183系化した編成。2009年（平成21年）12月1日から2010年（平成22年）3月12日まで使用された。「雷鳥」当時から塗装は変更されておらず、JR西日本の183系では唯一純粋な国鉄色をまとっていた。
T編成→A編成・C編成
1996年（平成8年）に「きのさき」「はしだて」「文殊」「たんば」が設定されたことに伴い、追加投入された485系の直流化改造車両。A編成は使用開始当初から全室グリーン車（クロ183形）を連結していた。塗装はJR西日本オリジナルのものが施されていた。287系および381系の投入により運用を終了した。
381系電車
特急「くろしお」への287系投入により余剰となった車両が国鉄特急色に塗装変更されたもの。2012年（平成24年）6月1日より運転を開始し、183系で運用されていた1往復（3・10号）を置き換えた。なお、通常は4両編成だが、繁忙期は6両に増結される場合があった。
289系電車の投入により、2015年（平成27年）10月30日をもって運用を離脱した。381系自体は製造から約30年以上も経過しており、老朽化が進んできたことが主な理由として挙げている。
- 183系による特急「きのさき」
（2011年12月31日 綾部駅 - 山家駅）
- 381系による特急「きのさき」
（2013年2月16日 花園駅）

### 担当車掌区
- みやこ列車区
- 福知山車掌区

## 臨時列車
カニのシーズンを迎える11月から3月にかけて、JR西日本が発売する駅長おすすめ駅プランの「かにカニ日帰りエクスプレス」期間中には特急列車の利用が多く見込まれるため、1999年（平成11年）から定期列車の補充として「かにカニエクスプレス」である「かにカニ香住」「かにカニきのさき」などの臨時列車が運転されていた。
「かにカニ香住」はキハ181系のほかキハ65形のエーデル車両を使用し、京都駅 - 香住駅間で運転されていたが、2004年（平成16年）度からは「かにカニきのさき」として城崎発京都行で運転されていた。しかし、2005年（平成17年度）度からは、「たんば」1・8号が福知山駅 - 城崎温泉駅間を延長運転したため、「かにカニきのさき」は運転を終了している。
現在は、2020年（令和2年）以降のコロナ禍による旅客減少の影響で、2021年（令和3年）3月13日のダイヤ改正で「きのさき」の一部が臨時列車化され、京都駅 - 福知山駅間に、金曜日・土曜日・休日を中心に1往復（下り3号・上り6号）が運転される。2022年（令和4年）3月12日のダイヤ改正で19号（京都発福知山行き）が週末運転の臨時列車となった。

## 山陰本線京都駅発着優等列車

### 概説

#### 白兎
山陰本線京都駅発着の優等列車としては最初の列車で、1956年（昭和31年）に京都駅 - 松江駅間の準急列車として運転を開始した。当時は、京都駅で特急「つばめ」「はと」に接続していた。1961年（昭和36年）に急行列車になり、一部の区間が快速列車や普通列車になる時期もあったが、出雲市駅や大社駅まで運転されていた。1982年（昭和57年）に京都駅 - 米子駅間の運転に変更され、1986年（昭和61年）に「あさしお」に統合されて廃止された。

#### あさしお
山陰本線で初めて京都駅を発着する昼行特急として運行が開始され、城崎駅発着、倉吉駅発着、米子駅発着が各1往復と、宮津線（現：WILLER TRAINS宮舞線・宮豊線）を経由する城崎駅発着が1往復、合計4往復が運行された。列車名は「朝に満ちる潮」に由来する。羽越本線の電化で特急「白鳥」や「いなほ」が電車化され、余剰となったキハ80系が転用された。当初は食堂車も連結され、都ホテルが調理を担当していた。1975年（昭和50年）には食堂車の連結がなくなるものの、1982年（昭和57年）には伯備線の電化により「やくも」からキハ181系が転用され、1986年（昭和61年）以降は急行「白兎」の格上げ分を含め、6往復に増発されて運転されていた。
宮津線経由の「あさしお」下り城崎行きは、宮津線を経由している間に山陰本線福知山経由で直行する後続の「あさしお」に先行を許し、同じ「あさしお」同士で出発順と到着順が逆転するダイヤとして知られていた。
1996年（平成8年）のダイヤ改正で「スーパーはくと」「はくと」の全列車が京都発着に変更されたことや、園部駅 - 福知山駅間と北近畿タンゴ鉄道福知山駅 - 宮津駅 - 天橋立駅間が電化されたことにより電車運転が可能になったため、「きのさき」「たんば」「はしだて」に統合され、「丹後」と共に廃止された。「あさしお」廃止により城崎温泉駅もしくは和田山駅で「はまかぜ」と「きのさき」を乗り継ぐ必要が生じる場合の特急料金通算は廃止された。

#### 丹後
1959年（昭和34年）に京都駅と北近畿方面を結ぶ準急列車として運転を開始し、合計2往復が運転されていた。運転時間帯の良さから、ビジネスマンや観光客から好評を得て利用客が増加し、1963年（昭和38年）に合計4往復に増発され、1966年（昭和40年）には急行列車化されたが、1966年（昭和40年）10月1日から1968年（昭和42年）9月30日までは下り1本は準急列車で運転された。これは、当時の準急列車は「100 km以下を運行する急行列車」と言う位置づけであったためであるが、これにより同一列車名で急行・準急が並立することとなった。急行列車化されてもなお増発が行われ、1968年（昭和42年）には7往復、1972年（昭和47年）3月に8往復が運転されていが、同年10月から特急「あさしお」が運転開始したことにより運転本数は減少した。グリーン車が連結され、途中駅で分割併合を行う、比較的長編成で最後まで国鉄色車両が用いられるなど、JR化後も国鉄気動車急行の全盛期のイメージを色濃く残した気動車急行として全国の鉄道ファンの人気を集めたが、1996年（平成8年）に山陰本線の一部と北近畿タンゴ鉄道福知山駅 - 宮津駅 - 天橋立駅間の電化により、廃止された。
運転区間は運転開始当初は京都駅 - 天橋立駅・東舞鶴駅間であったが、1961年に敦賀駅発着の編成が連結され、1963年（昭和38年）には東舞鶴駅経由豊岡駅発着の編成も連結されていた。急行列車化されて以降も網野駅・久美浜駅まで運転され、北近畿タンゴ鉄道宮津線に乗り入れていた。なお、東舞鶴駅 （一部は西舞鶴駅）- 敦賀駅間、宮津駅 - 豊岡駅間など、一部の列車の一部の区間は普通列車として運転されていた。国鉄が分割・民営化されてしばらくは、城崎以西に運転されていた快速「わかとりライナー」と乗り継ぐことで「あさしお」の補完的存在ともなっていた。
列車名は、令制国の「丹後国（たんごのくに）」が由来となっている。

#### たんば
特急「きのさき」と同じく、1996年（平成8年）に園部駅 - 福知山駅間と北近畿タンゴ鉄道福知山駅 - 宮津駅 - 天橋立駅間の電化によるダイヤ改正により、京都駅 - 福知山駅間を結ぶ特急列車として運転を開始した。北近畿ビッグXネットワークを形成する列車の一つで、イメージカラーは青色（■）であった。
2011年（平成23年）に北近畿ビッグXネットワークの特急列車の統廃合により、「きのさき」に統合されて廃止された。
列車名は、令制国の「丹波国（たんばのくに）」が由来となっている。

### 沿革

#### 戦後準急列車の設定とその後
- 1956年（昭和31年）11月19日：京都駅 - 松江駅間で準急「白兎」（はくと）が運転開始。
- 1957年（昭和32年）12月1日：「白兎」の運転区間が京都駅 - 米子駅間に短縮。
- 1959年（昭和34年）9月22日：京都駅 - 天橋立駅・東舞鶴駅で準急「丹後」（たんご）が運転開始。
- 1961年（昭和36年）10月1日：サンロクトオのダイヤ改正に伴い、「白兎」が急行列車になり、福知山線経由大阪駅発着の編成が連結開始。
- 1962年（昭和37年）3月1日：京都駅 - 福知山駅・城崎駅間で準急「きのさき」2往復が運転開始。
- 1963年（昭和38年）4月20日：「きのさき」の1往復が「丹後」に統合されて、「丹後」は4往復になる。
- 1966年（昭和41年）
  - 3月5日：準急列車制度改変に伴い、「きのさき」「丹後」が急行列車になる。
  - 10月1日：福知山駅 → 京都駅間で準急「丹後」3号が運転開始。
- 1968年（昭和43年）10月1日：ヨンサントオのダイヤ改正に伴い、以下のように変更。
  1. 大阪駅発着「白兎」が「だいせん」に統合され、「白兎」は京都駅 - 松江駅間の運転になる。
  2. 京都駅と北近畿を結ぶ急行列車が「丹後」に統一されたため、「きのさき」が廃止。これに伴い、「丹後」は7往復（すべて急行列車）になる。
- 1970年（昭和45年）10月1日：「白兎」の運転区間が京都駅 - 出雲市駅間に延長される。「丹後」1号・5号の運転区間が京都駅 - 久美浜駅間に延長。

#### 特急「あさしお」登場後の展開
- 1972年（昭和47年）

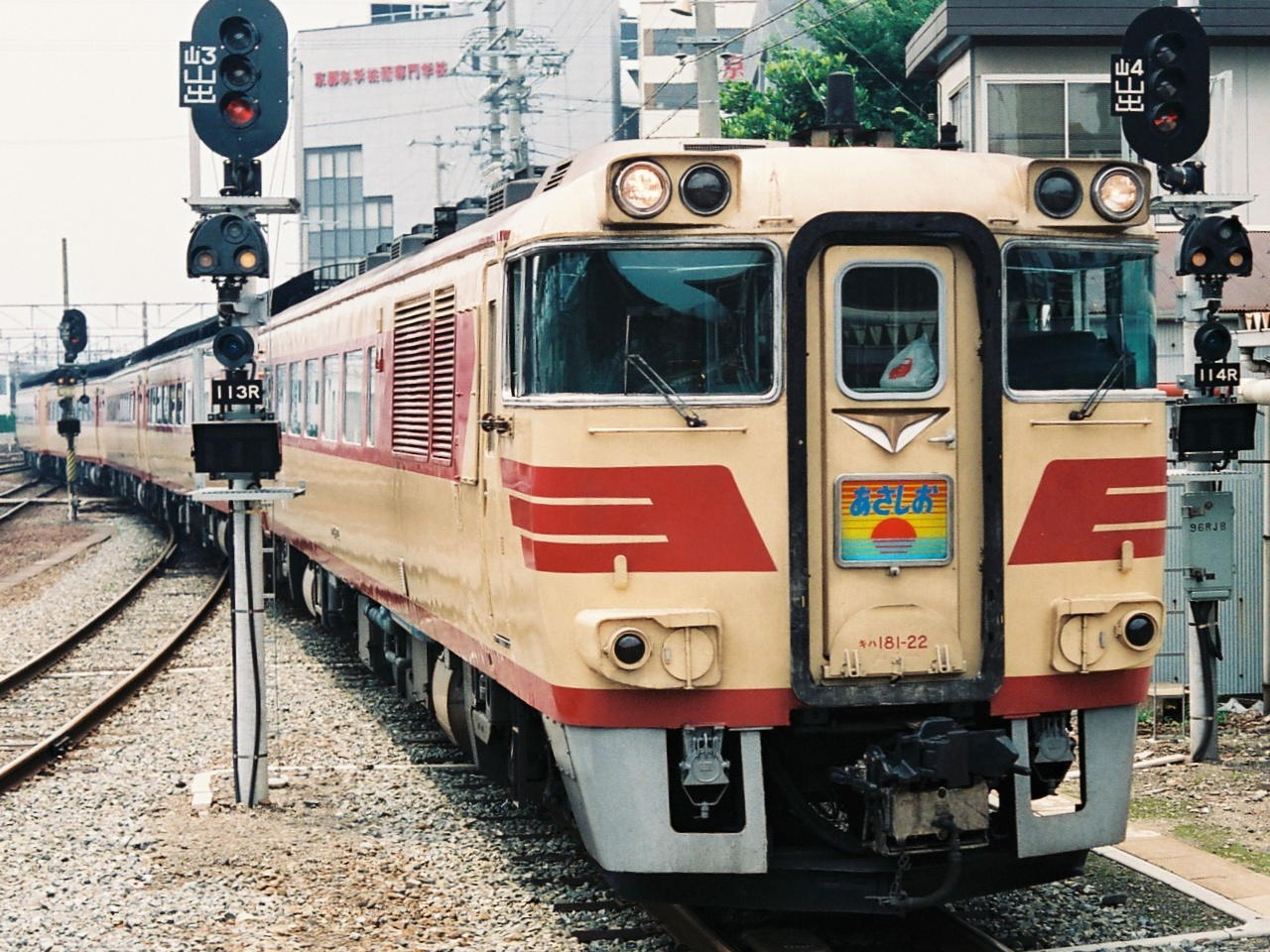
特急「あさしお」（1988年頃 京都駅）

  - 3月15日：「丹後」が1往復増発され8往復になる。
  - 8月：京都駅 - 鳥取駅間で臨時列車として特急「あさしお」が運転開始。これは定期化に先駆けてのものとされる。
  - 10月2日：ダイヤ改正により、以下のように変更。
    1. 「丹後」の下り1本・上り2本が特急化され、「あさしお」3往復が運転開始。「丹後」は下り7本・上り6本になる。
    2. 「白兎」の福知山駅 - 鳥取駅間で福知山線経由大阪駅発着の「いなば」が併結される。
- 1975年（昭和50年）3月10日：「あさしお」の食堂車の連結が中止。
- 1982年（昭和57年）7月1日：「白兎」の運転区間が京都駅 - 米子駅（倉吉駅 - 米子駅間は従来どおり快速）間に短縮。「あさしお」にキハ181系が投入される。
- 1985年（昭和60年）3月14日：東舞鶴駅発着の「丹後」1往復が「あさしお」になる。これにより、「あさしお」は5往復、「丹後」は下り6本・上り5本になる。「白兎」の運転区間が京都駅 - 米子駅間のままだが、鳥取駅 - 米子駅間は快速運転に変更。
  - 「はまかぜ」1・4が鳥取駅 - 倉吉駅間が一旦廃止に伴い、京都駅 - 倉吉駅の「あさしお」が浜村駅に停車駅に新規追加。
  - 東舞鶴駅便のあさしお9号・2号が園部駅が新規停車。
- 1986年（昭和61年）11月1日：福知山線宝塚駅 - 城崎駅間の電化に伴うダイヤ改正（1986年11月1日国鉄ダイヤ改正）により、「白兎」が「あさしお」に統合されて廃止[20]。「あさしお」は6往復になる。
  - 竹野駅・岩美駅・浦安駅・赤碕駅が新規停車。但し、浦安駅と赤碕駅は下り9号のみの停車。
- 1989年（平成元年）3月11日：「あさしお」6号が鳥取発京都行に短縮（旧：急行「白兎」の流れを組んだ列車）。
- 1990年（平成2年）
  - 4月1日：宮津線の北近畿タンゴ鉄道移管に伴い、同線を普通列車で運行していた「丹後」9号・6号が全区間急行列車化。
  - 12月：大阪駅 - 城崎駅間を183系電車使用の臨時急行として「きのさき」が運転開始。
- 1995年（平成7年）：臨時急行「きのさき」が廃止。これは、翌1996年の京都駅 - 城崎駅間の特急列車の名称が「きのさき」と決定したため。

#### 北近畿ビッグXネットワークの完成後の展開

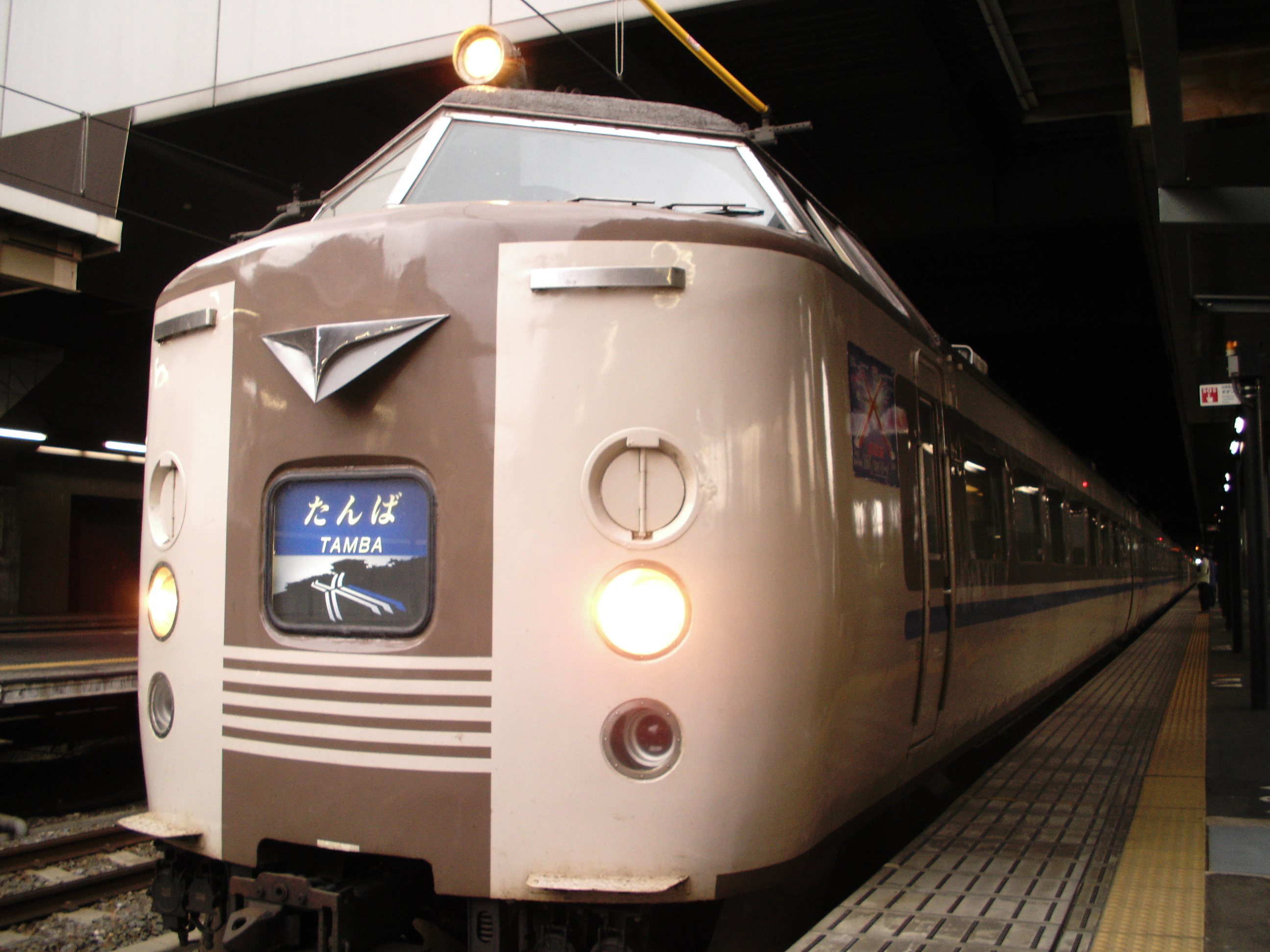
特急「たんば」（京都駅）

- 1996年（平成8年）3月16日：園部駅 - 福知山駅間および北近畿タンゴ鉄道福知山駅 - 宮津駅 - 天橋立駅間の電化によるダイヤ改正により、次のように変更。
  1. 「あさしお」「丹後」が廃止[21]。山陰本線京都駅発着の急行列車および京都駅発着で城崎駅以西に直通する特急列車が全廃される。
  2. 京都駅 - 城崎駅間で「きのさき」下り5本・上り6本が運転開始。
  3. 京都駅 - 福知山駅間で「たんば」下り3本・上り2本が運転開始。
  4. 京都駅 - 天橋立駅間（北近畿タンゴ鉄道宮福線経由）で「はしだて」4往復が運転開始。

  - これにより、福知山線の「文殊」（同日の改正で運転開始）と「北近畿」と合わせて「北近畿ビッグXネットワーク」が構成された。
- 1999年（平成11年）10月2日：ダイヤ改正により、「きのさき」が下り3本・上り5本に削減、「たんば」は下り2本になる。
- 2003年（平成15年）10月1日：「たんば」が下り5本・上り3本の運転になる。7・9号をのぞき京都駅 - 綾部駅間で「まいづる」と併結運転を行う[22]。
- 2004年（平成16年）
  - 3月13日：「たんば」7号が「まいづる」と併結運転になる[23]。
  - 10月1日：「たんば」が上り1本増発され、下り5本・上り4本になる[24]。
- 2005年（平成17年）5月3日 - 8日：JR福知山線脱線事故の影響により、新大阪駅 - 福知山駅間の特急列車が運休となったため、臨時列車として全車自由席の「きのさき」が京都駅 - 城崎温泉駅間で下り2本・上り1本が運転される[25]。
- 2007年（平成19年）3月18日：全車禁煙になる[26]。
- 2010年（平成22年）3月13日：「きのさき」の1往復が豊岡駅発着になる[27]。
- 2011年（平成23年）
  - 2月28日：この日を以って車内販売の営業が終了[28]。
  - 3月12日：ダイヤ改正により次のように変更[1]。
    1. 「たんば」が「きのさき」に統合されて廃止。
    2. 287系が運用開始。

  - 4月2日 - 7日：東北地方太平洋沖地震（東日本大震災）の影響で車両保守部品が不足したことにより、183系で運転されていた「きのさき」の全列車が4両編成で運転[29][30]。
- 2012年（平成24年）6月1日：183系で運転されていた1往復が381系に置き換え[12]。
- 2013年（平成25年）3月16日：ダイヤ改正で183系が381系に置き換えられ、183系が退役[31]。
- 2015年（平成27年）
  - 3月14日：ダイヤ改正で朝7時台に京都発城崎温泉行きを1本増発。19時台の豊岡行きを福知山行きに変更（豊岡行きは特定日のみ運行）[32]。
  - 4月28日：上記のダイヤ改正で北陸特急「しらさぎ」の運用から外れた683系2000番台を直流化した289系による381系全車置き換え・廃止が発表[33]。
  - 10月31日：381系で運転されていた3往復が289系に置き換えられ、「きのさき」で運転される全ての車両がJR西日本発足後の車両に統一される[34]。
- 2016年（平成28年）3月26日：ダイヤ改正で289系が運転から離脱、287系の運転に統一される。
- 2018年（平成30年）3月17日：ダイヤ改正で289系の運用が復活し、1往復に再び充当される。
- 2021年（令和3年）3月13日：ダイヤ改正で3号車が自由席車両から指定席車両に変更。下り3号・上り6号が金曜日・土曜日・休日を中心とした臨時列車に変更[18]。新型コロナウイルス感染症の流行に伴い、下り7・11・15・19号（15号は京都駅 - 福知山駅間は運転）と上り8・12・14号の運転を取りやめる（同年12月1日以降は一部運転）。
- 2022年（令和4年）3月12日：ダイヤ改正で全車指定席化。新たに19号が金曜日・土曜日・休日を中心とした臨時列車となる[19]。新型コロナウイルス感染症の流行に伴い、下り7・11・15号と上り8・12号（下り15号・上り8号は、京都駅 - 福知山駅間のみ運転する）と金曜日・土曜日・休日を中心とした臨時列車を中心とする列車の運転を当面の間取りやめる（同年7月1日以降は運転）。